# Fight (Doro)
Fight è l'ottavo album della cantante heavy metal tedesca Doro, pubblicato il 19 agosto 2002 in tutto il mondo dalla SPV/Steamhammer.
Oltre a presentare per la prima volta alcuni brani cantati da Doro in lingue diverse dall'inglese e dal tedesco (come Salvaje, in spagnolo), l'album vede alcuni collaboratori d'eccezione come Peter Steele dei Type O Negative, Chris Caffery dei Savatage, Jean Beauvoir dei Plasmatics e il compositore Russ Ballard. Legends Never Die è la cover di un brano di Wendy O. Williams incluso nel suo album WOW del 1984.
L'album raggiunse la posizione numero 18 in Germania.

## Tracce
1. Fight – 4:09 (Joe Taylor/Nick Douglas/Doro Pesch/Johnny Dee)
2. Always Live to Win – 3:01 (Pesch/Chris Lietz)
3. Descent – 4:02 (Taylor/Pesch)
4. Salvaje – 2:47 (Jean Beauvoir/Pesch/Puri)
5. Undying – 4:06 (Pesch/Gary Scruggs)
6. Legends Never Die (cover di Wendy O. Williams) – 5:21 (Micki Free/Adam Mitchell/Gene Simmons)
7. Rock Before We Bleed – 4:22 (Pesch/Lietz)
8. Sister Darkness – 4:46 (Beauvoir/Taylor/Pesch/Douglas/Dee)
9. Wild Heart – 4:32 (Russ Ballard/Pesch/Chris Winter)
10. Fight by Your Side – 3:49 (Pesch/Scruggs)
11. Chained – 4:15 (Pesch/Scruggs)
12. Hoffnung (Hope) – 4:37 (Andreas Bruhn/Pesch/Heike Jäger)
13. Song For Me (Digipak edition bonus track) – 4:31 (Scruggs)

### Bonus track edizione 2010
1. Song For Me
2. Untouchable
3. Tourjour pour Gasner (b-side del singolo Fight)
4. Always Live to Win (versione acustica)
5. Breaking the Law (cover dei Judas Priest, versione acustica)

## Formazione
- Doro Pesch – voce
- Nick Douglas – basso, tastiere, cori
- Joe Taylor – chitarre, cori
- Johnny Dee – batteria, cori
- Oliver Palotai –tastiere, chitarre, cori

### Altri musicisti
- Russ Ballard – chitarra in "Wild Heart"
- Jean Beauvoir – chitarra in "Sister Darkness"
- Andreas Bruhn – chitarre in "Legends Never Die"
- Chris Caffery – chitarre in "Salvaje" chitarra solista in "Descent"
- Jürgen Engler – EBow in "Legends Never Die"
- Chris Lietz – chitarre, basso, tastiere
- Peter Steele – voce in "Descent"
- Michael Voss – chitarra in "Legends Never Die"
- Chris Winter – tastiere in "Wild Heart"